# Широк сокак
Широк сокак (познат и као „Битољски корзо“) је најпрометнија и најпознатија улица у центру града Битоља, са бројним дућанима и локалима. Данас је строго пешачка улица, некада је била отворена за саобраћај.
У „Широком сокаку“ налазе се највеће продавнице, ресторани, театри и опере, галерије, као и бројни кафићи и клубови. У овој улици могу се видети најстарија архитектонска дела и грађевине на Балкану, који су украс града још од времена Турака. Типичне турске куће нису реткост у овом делу града.
На самом крају улице, налази се спортска сала „Младост“ и улаз у пространи цветни парк, пун дрвореда, који воде до стадиона „Тумбе Кафе“, Зоолошког врта и античког налазишта Хераклеја Линкестис.
Пионири фотографије и кинематографије, браћа Манаки, 1904. године купили су парцелу у Широком сокаку, где су 1905. године, изградили свој фотографски атеље.

## Име улице
Званично име у доба Отоманске империје било је „Султание“ или „Хамидие“.
Када је град прешао у руке Србије, у току рата 1913. године, име улице промењено је у „Краља Петра“.
За време Југославије улица је носила име „Маршала Тита“.